# Fan (magazyn komiksowy)
Fan – polski magazyn komiksowy wydawany w latach 1990-1991 w Gdańsku przez wydawnictwo PU Baltica (ogółem ukazały się trzy numery, numer trzeci był numerem podwójnym i oznaczony był jako trzeci/czwarty). Redaktorami naczelnymi pisma byli Roman Nowak i Małgorzata Puczyłowska.
Na łamach Fana publikowali m.in. Sławomir Jezierski, Jerzy Szyłak, Jerzy Skarżyński, Sławomir Wróblewski, Radosław Kleczyński, Marek Górnisiewicz, Włodzimierz Bykowski i Jerzy Kwiatkowski. W Fanie ukazywały się m.in. Zbyt długa jesień Szyłaka i Jezierskiego, Zaczarowany Zamek Szyłaka i Wróblewskiego oraz Historia Kapitana Torlewy Skarżyńskiego i Kwiatkowskiego.